# Nimble Archer
Nimble Archer (рус. Проворный лучник) — кодовое название операции ВМС США по нанесению «удара возмездия» по иранским нефтяным платформам в Персидском заливе во время ирано-иракской войны.
В дальнейшем Иран подал иск на США в Международный суд ООН.

## Предыстория
В ходе боевых действий между Ираном и Ираком обе стороны с 1984 года начали активно атаковать танкеры третьих стран, транспортировавшие нефть противника. Целью этих акций было сорвать перевозку нефти и тем самым нанести удар по экономике врага. В результате действий обеих сторон судоходство в Персидском заливе оказалось подвергнуто большому риску.
16 октября 1987 года танкер «Sea Isle City» ожидал погрузки в территориальных водах Кувейта. Танкер конвоировался кораблями ВМС США, однако в тот момент конвой отсутствовал. С оккупированного Ираном полуострова Фао по танкеру была выпущена иранская ракета «Silkworm» китайского производства, которая попала в ходовой мостик, где ранила капитана, гражданина США (в результате ранения он потерял зрение) и ещё 18 человек экипажа. Повреждённое судно ремонтировалось в течение 4 месяцев.
В качестве возмездия администрация США приняла решение нанести удар по двум нефтяным платформам, расположенным на нефтяном поле Рашадат (англ. Rashadat, до 1979 года — Rostam). Добыча нефти на платформах не велась, так как за год до этого платформы были выведены из строя Ираком.

## Ход операции
19 октября 1987 года, за 20 минут до начала операции фрегат FFG-43 Thach связался по радио с персоналом, предложив покинуть платформы. В 14.00 четыре корабля ВМФ США (DDG-13 Hoel, DD-984 Leftwich, DDG-993 Kidd и DD-973 John Young) открыли по платформам артиллерийский огонь. На одной из платформ высадилась специальная группа, которая захватила документы и подготовила платформу к взрыву. Воздушное прикрытие обеспечивал крейсер CG-32 William H. Standley, а также два истребителя F-14 и самолёт ДРЛО E-2 с авианосца CV-61 «Рейнджер». Фугасные снаряды не причинили стальным конструкциям платформ какого-либо ущерба, однако вызвали пожары.
По официальным утверждениям США, платформы использовались иранскими вооружёнными силами в качестве командных пунктов, а также пунктов радарного наблюдения за передвижениями кораблей в Персидском заливе и пунктов связи между командованием и иранскими кораблями, действовавшими в этом районе. По утверждению министра обороны США Каспара Уайнбергера, платформы служили базой для небольших катеров, атаковавших суда невоюющих стран.

## Дело в Международном суде ООН
2 ноября 1992 года Иран подал в Международный суд ООН иск на США, который в течение последующего десятилетия породил множество новых исков и контр-исков со стороны Ирана и США. 6 ноября 2003 года суд принял решения не удовлетворять ни один из исков, заявив, что, с одной стороны, удары ВМС США по нефтяным платформам 19 октября 1987 года (операция «Nimble Archer») и 18 апреля 1988 года (операция «Богомол») не вызваны насущной необходимостью защиты интересов США, но, с другой стороны, не нарушают международных правил коммерческого судоходства.